# Hot Mess
Hot Mess é o terceiro álbum de estúdio da banda de pop punk americana Cobra Starship, lançado pela Fueled by Ramen e Decaydance Records nos EUA em 11 de agosto de 2009. O álbum é o sucessor do ¡Viva la Cobra! (2007). Nos EUA, debutou em 4º lugar na Billboard 200 com mais de 42.000 cópias vendidas, de longe sua maior vendagem.
O primeiro single do álbum, "Good Girls Go Bad", conta com a participação da atriz Leighton Meester (Gossip Girl) e foi lançado internacionalmente no dia 11 de maio de 2009. Chegou a ficar em 7º lugar na Billboard Hot 100 e em segundo lugar nos charts da Nova Zelândia.

## Faixas
1. "Nice Guys Finish Last"
2. "Pete Wentz Is the Only Reason We're Famous"
3. "Good Girls Go Bad" (com participação de Leighton Meester)
4. "Fold Your Hands Child"
5. "You're Not in on the Joke" (com participação de Pete Wentz)
6. "Hot Mess"
7. "Living in the Sky with Diamonds"
8. "Wet Hot American Summer"
9. "The Scene Is Dead; Long Live the Scene"
10. "Move Like You Gonna Die"
11. "The World Will Never Do" (featuring Bobby Ray|B.o.B)